# Simmias från Rhodos
Simmias från Rhodos (grekiska Σιμμίας eller Σιμίας, latin Simmias) var en antik grekisk skald och grammatiker, verksam i Alexandria omkring 300 f.Kr.
Simmias författade fyra böcker och dikter av blandat innehåll, bland vilka förekom även så kallade bildverser.